# Afterburn
Afterburn é uma minissérie de histórias em quadrinhos escrita por Scott Chitwood, com arte de Wayne Nichols (Lady Supreme: Supreme Sacrifice), e capas de Matt Busch, que foi lançada em janeiro de 2008 pela editora estadunidense Red 5.
Aberta em 2007, a Red 5 foi fundada por Chitwood e Ens, com intenção de criar quadrinhos como entretenimento e com caráter cinematográfico, unindo assim as maiores paixões dos fundadores: cinema e HQs. Anteriormente eles eram, respectivamente, um dos fundadores do TheForce.net, e diretor dos sites Starwars.com e da Lucasfilm online. As HQ´s são vendidas tanto no formato impresso, tradicional, quanto em formatos disponíveis para download online.

## A aventura começa...
A série mostra um futuro próximo, pós-apocalíptico, depois que parte do planeta é destruída por uma grande explosão solar, devastadas pelo calor extremo e pela radiação eletromagnética, dizimando o hemisfério oriental do planeta. Europa, África, Ásia, Índia e Rússia são transformadas em desertos, com as poucas formas de vida restantes sofrendo mutações pela radiação irreversível e tornando hostis as regiões atingidas.
Entregues à própria sorte, um grupo de caçadores de tesouros, pelo preço certo, pago por clientes bastante ricos, liderados por Jake e sua equipe de especialistas em recuperação, entram no terreno em quarentena da tragédia em busca de artefatos perdidos em meio aos escombros. Eles enfrentam mutantes e piratas para resgatar peças de valor como a Mona Lisa, as joias da coroa inglesa ou a Pedra de Rosetta, fundamental para decifrar os hieróglifos egípcios.
"O melhor modo de descrever a série é algo do tipo ‘Indiana Jones encontra Mad Max’”, diz Chitwood. "Mas em vez de artefatos antigos em templos esquecidos, a primeira edição começa com Jake roubando a Mona Lisa das ruínas do Louvre. Isso dá uma boa ideia do tom da série.”
Se você puder imaginar Matthew McConaugheyno papel de Jake com o cenário cheio de conceitos pós-apocalípticos desta aventura, esclarecerá provavelmente para a maioria das pessoas que tipo de história é esta. Realmente o enredo não está todo sobrecarregado “da seriedade do quase fim do mundo”, mas você sabe do que está? Não precisa. Quando você começa a ver os piratas mutantes de Hong Kong que lutam com o herói ou a infestação dos zumbi-tubarões, e então mais tarde a cena de uma equipe de ninjas, você não deve esperar muita discussão científica ou política sobre como o mundo anda após um alargamento solar maciço que chamuscou e destruiu a metade dele. Apenas senta-se e diverte-se com este grupo de mercenários bem financiados, enquanto se arriscam adiante em seu objetivo (que, é realmente de menos importância do que os zumbi-tubarões ou os piratas mutantes). Afterburn é uma dose agradável de Sessão da Tarde que é infelizmente comprometida por seu componente visual. A equipe de arte de Wayne Nichols e Nick Schley parecem manter a vibração da aventura de Comandos em Ação, com os personagens e o cenário olhando como brinquedos e modelos, sem a vida real neles. Há pouca fluidez e frequentemente pouca profundidade aos quadrinhos que possuem muita ação rápida, mas é só na primeira edição. No segundo volume o fator do entretenimento da história sobrevive e as percepções dos desenhistas e dos escritores Scott Chitwood e o Paul Ens fornecem (usando um descanso na história) um momento agradável do flashback da abertura que dá uma perspectiva em primeira pessoa de quando a devastação aconteceu e como isso rapidamente restabelece eficazmente o ajuste da história para os leitores novos e os que retornaram a ler.

## Personagens
Jake
Eles dizem que você sempre pode falar com um Texano, mas não pode contar muito para ele.
Isso é bem verdade em se tratando de Jake.
Enquanto jovem, ele viajou o mundo trabalhando em plataformas de petróleo. Do oeste da África até a Ásia e do Brasil até os Mares do Norte, Jake viu o mundo e ficou há um passo adiante do problema que deixou para trás.
Mal ele sabia que iria terminar assistindo da primeira cadeira… O fim do mundo.
Eles disseram que o aquecimento global iria destruir a Terra, mas provavelmente não era isso que eles tinham em mente.

## HQ
Afterburn #1
Na primeira edição, Jake parte em sua primeira aventura roubando a Mona Lisa das ruínas do Louvre. Podemos ver Paris e depois a pirâmide de vidro do Louvre e o helicóptero de onde o Texano salta de paraquedas. Conseguirá ele encontrar alguém vivo dentre os escombros?
Afterburn #2
Continuando perseguido por de piratas e tubarões zumbis, Jake segue na aventura frenética de Afterburn, conhecendo as cinzentas cidades devastadas pela tempestade solar onde abrigam diversos perigos, cumprindo os objetivos para recuperar os artefatos antes que outros o façam.
Afterburn #3
Um ano após a destruição do hemisfério leste por uma flama solar, Jake se encontra fora de sua equipe de caça ao tesouro, perseguindo o exército coreano pelas terras infestadas de mutantes da China. Será que ele está a procura de fama e fortuna? Ou está atrás da bela ninja que o atacou?
Afterburn #4
Com o hemisfério oriental destruído pelo alargamento solar maciço, a Coreia do Norte emerge das cinzas para recuperar os códigos de controle nucleares da antiga nação de China. Pode o caçador de tesouro Jake por seu lucro de lado para parar um ataque no oeste? Ou, pelo menos para conhecer suficiente sua paquera?